# Oxolotán
Oxolotán es un pequeño poblado tabasqueño enclavado en la sierra sur del estado de Tabasco (México), en el municipio de Tacotalpa, que posee el único vestigio colonial de la entidad, el exconvento de Santo Domingo de Guzmán. Se cree que fue construido en 1633 por los padres franciscanos; luego fue abandonado por estos y pasó a poder de los dominicos. De hecho fue durante la época colonial el centro religioso más importante de Tabasco y parte del norte de Chiapas. 
Oxolotán se localiza a 96 km al sur de la ciudad de Villahermosa, y a 38 km también al sur de la cabecera municipal. Se puede llegar a él, a través de la carretera estatal Villahermosa-Jalapa-Tacotalpa, para luego tomar la carretera Tacotalpa-Tapijulapa hasta el entronque con la carretera a Oxolotán. Todas estas carreteras se encuentran pavimentadas.

## Toponimia
Oxolotán proviene del náhuatl, es un topónimo aglutinado que se compone de dos palabras: Ocelotl = jaguar (panthera onca), tlan = lugar, y que significa "lugar donde abundan los jaguares".

## Historia
Se cree que en los siglos V y VI, indígenas mayas zoques iniciaron el poblamiento de la región. Importantes piezas arqueológicas entre los siglos VIII al X d. C., descubiertas por el etnólogo y poeta tabasqueño Carlos Pellicer Cámara en las Grutas de "Cuesta Chica", cercanas a la hoy villa de Tapijulapa, sugieren la utilización de estas cuevas como centros ceremoniales ya que no se han encontrado edificios, solo basamentos sin importancia.
Según el historiador local Ciro Coutiño López, esta región al ser descubierta por los españoles fue llamada Sierra de los zoques.

## Turismo

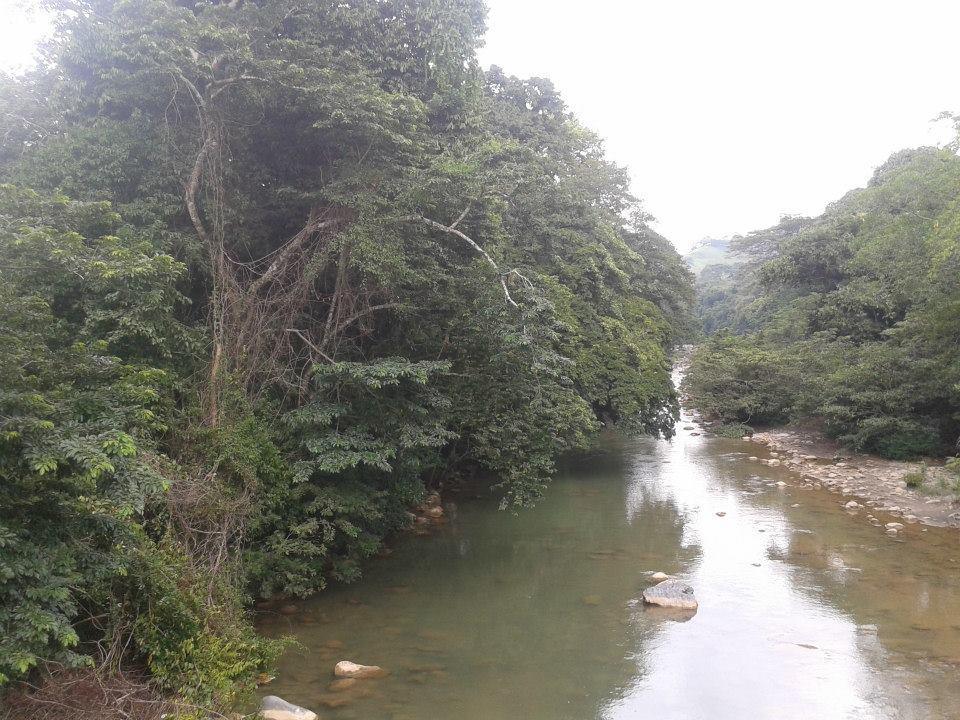
Orilla del Río Oxolotan, Tacotalpa, Tabasco.

El pueblo de Oxolotán es una de las poblaciones más pintorescas del estado. Entre sus atractivos turísticos más importantes están:

### Convento franciscano
Fundados por los frailes franciscanos en 1633 estuvo sujeta a la diócesis de Yucatán. Más tarde los frailes dominicos se hicieron cargo de ellos desde donde impartían doctrina a una extensa región de la sierra tabasqueña y del Norte de Chiapas; el convento en ruinas fue restaurado en 1979 y 1988, y es sede del museo de la Sierra. El templo presenta una portada apaisada de un solo cuerpo, con arco de medio punto en el acceso y en la ventana superior; a los lados hendiduras a modo de pilastras remetidas y coronadas a la altura de la ventana por sendos medallones, uno muestra la flor de lis y el otro el símbolo del sol y la luna, en relieve; ambos, flanqueados por pequeños cuadros, también en relieve con figuras de unicornios; más a los extremos en la parte baja, hay un nicho a cada lado con peana y venera. Toda la fachada está aplanada y pintada en color rojo óxido y con detalles en amarillo ocre. El templo está techado con tejas sostenidas por varas de caña brava sobre una armadura de madera.

### Desarrollo Eco-turístico"Kolem-Jaa"

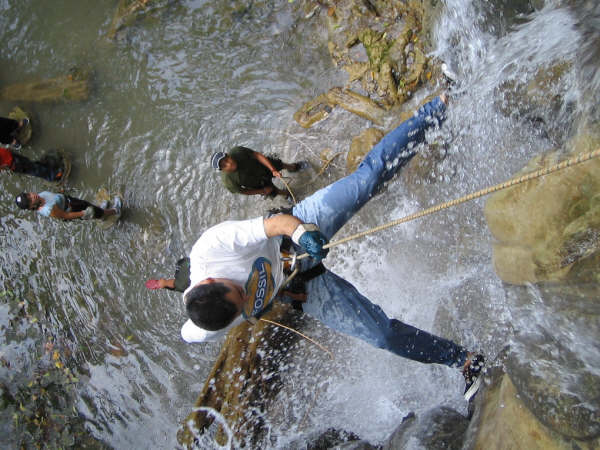
Rappel en cascada. Desarrollo ecoturístico "Kolem-Jaa"

Es un parque en donde se puede practicar el ecoturismo, para llegar a él, es necesario cruzar el río en lancha, y es ahí en donde comienza la diversión.
El parque cuenta entre otras cosas con: canopy (el segundo más largo de Latinoamérica después del Skytrek de Costa Rica), tironesa, pista comando, rappel en cascada, paseo en bicicleta de montaña, senderismo, descenso en río, cabañas, restaurante, aviario, entre otras actividades.
El parque está ubicado en la carretera Tapijulapa-Oxolotán.

### Grutas de Cuesta Chica
Ubicadas en el kilómetro 6 de la carretera Tapijulapa-Oxolotán, fueron acondicionadas para su fácil acceso con la construcción de una escalera de más de 200 escalones. En la actualidad las visitas han sido suspendidas debido a que resulta peligroso el acceso sin equipo adecuado. En el interior de la gruta el etnólogo Carlos Pellicer Cámara halló un importante mascarón maya y la bella pieza policromada conocida como Vaso Pellicer.

## Universidad Intercultural del Estado de Tabasco
La comunidad de Oxolotán cuenta con una universidad. En la actualidad de hecho esta comunidad tiene todos los servicios al ser ruta turística. Actualmente la universidad se ha creado para cubrir las necesidades estudiantiles.